# Louis-Charles-Edme de La Châtre
Pour les autres membres de la famille, voir Maison de La Châtre.
Louis-Charles-Edmé de La Châtre, comte de Nançay, mort à Paris le 12 septembre 1730 à Paris, est un militaire français de l'ancien régime, lieutenant-général des armées du Roi.

## Biographie

### Origines
Louis-Charles-Edme de La Châtre est le fils de Louis de la Châtre, comte de Nançay (fils d'Edme), et de Charlotte Louise d'Hardoncourt. Il a épousé Marie-Charlotte de Beaumanoir-Lavardin.

### Carrière militaire
Il a été colonel d'infanterie du régiment de la Châtre, brigadier le 30 mars 1693, maréchal de camps le 29 janvier 1702 et lieutenant général des armées du Roy le 26 octobre 1704
Il a été gouverneur de la ville et de la citadelle de Pecquay, lieutenant général au gouvernement d'Orléanais.
En 1701, pendant la Guerre de succession d'Espagne, un bataillon de son régiment est chargé de défendre la place de Stephenswert en Gueldre espagnole.

## Mariages et descendance
Louis-Charles-Edme de La Châtre épouse Anne-Charlotte de Beaumanoir, fille d'Henri-Charles de Beaumanoir, marquis de Lavardin. ils ont 
- Claude Louis de La Châtre (1698-† 1740) : abbé commendataire de l'abbaye Saint-Michel du Tréport, évêque d'Agde de 1726 à 1740.

### Sources et bibliographie
- Anselme de Sainte-Marie, Histoire de la Maison Royale de France, et des grands officiers de la Couronne, vol. 8, Compagnie des libraires associés (Paris), 1733, 1017 p. (lire en ligne).